# Ashoka Prasad
Pour les articles homonymes, voir Prasad (homonymie).
Ashoka Jahnavi Prasad, né le 10 mai 1955 à Patna[réf. nécessaire] est un médecin et psychiatre indien ayant proposé en 1984 le valproate de sodium comme alternative thérapeutique au lithium dans le traitement des troubles bipolaires. Il est surtout connu dans les milieux psychiatriques du monde anglo-saxon comme imposteur, faussaire, fraudeur scientifique et auteur d'accusations mensongères à l'encontre des médecins universitaires australiens John Funder et David Copolov,.
Certains auteurs ont proposé d'appeler « syndrome de Prasad » une forme psychiatrique de la thyroïdite de Hashimoto avec accès maniaques.

## Ouvrages publiés
- (en) Ashoka Jahnavi Prasad, Biological basis and therapy of neuroses, Boca Raton (Fla.), CRC Press, 1989, 194 p. (ISBN 978-0-8493-4899-0 et 9780849348990, BNF 37440735) (lien web)